# Coussapoa duquei
Coussapoa duquei är en nässelväxtart som beskrevs av Paul Carpenter Standley. Coussapoa duquei ingår i släktet Coussapoa och familjen nässelväxter. Inga underarter finns listade i Catalogue of Life.